# Winzer vom Weinsberger Tal
Die Winzer vom Weinsberger Tal eG ist eine Weingärtnergenossenschaft mit Sitz in Löwenstein im Norden des Weinbaugebiets Württemberg. Sie entstand im Jahr 2011 durch den Zusammenschluss der Winzergenossenschaft Löwenstein mit drei anderen  Weingärtnergenossenschaften aus Eberstadt, Willsbach und Eschenau. Alle diese Orte liegen im oder am Weinsberger Tal, nach dem sich die Genossenschaft dann benannte. Die Stand 2017 622 Mitglieder der Winzer vom Weinsberger Tal eG bewirtschaften im Weinbaugebiet Württemberg eine Ertragsrebfläche von 421 ha.

## Geschichte
Die Genossenschaft entstand im Juni 2011 durch Fusion der Weingärtnergenossenschaft Eberstadt (gegründet 1923), der Weingärtner Willsbach (gegründet 1924) und der Weingärtnergenossenschaft Eschenau (gegründet 1947) mit der Winzergenossenschaft Löwenstein (gegründet 1939) als aufnehmender Genossenschaft. Im November 2011 folgte die Umbenennung der Genossenschaft in Winzer vom Weinsberger Tal eG.

## Unternehmen
Die Weine der Genossenschaft wachsen auf Keuper und buntem Mergel in den Einzellagen Wohlfahrtsberg, Dieblesberg, Paradies, Eberfürst, Dezberg und Sommerhalde, die alle zur Großlage Salzberg im Bereich Württembergisch Unterland des Weinbaugebietes Württemberg zählen.
Die Lagerkapazität in den Tanks der Genossenschaft beträgt ca. 12 Mio. Liter.
In der Rangliste TOP 100 der besten Weinerzeuger Deutschlands 2012 der DLG steht die Winzer vom Weinsberger Tal eG auf Platz 20.

## Produkte
Die hauptsächlich angebauten Rebsorten sind Trollinger (21 %), Riesling (22 %), Lemberger (17 %), Schwarzriesling (14 %) und Spätburgunder (7 %). Es werden aber auch Spezialitäten wie Regent, Samtrot, Chardonnay und Muskat-Trollinger ausgebaut. Aus den Trauben werden Wein, Sekt, Perlwein, Likör, Saft und Spirituosen hergestellt.